# معاداة الكرد
معاداة الكرد، المعروفة أيضًا باسم المشاعر المعادية للكرد أو رهاب الكرد هي مشاعر العداء والخوف والتعصب أو العنصرية ضد الشعب الكردي، والثقافة الكردية، أو اللغات الكردية.

## الأصل والتاريخ
يبدو أن مصطلح «معاداة الكرد» قد صاغه لأول مرة جرارد شالياند، الذي استخدمه لوصف المشاعر المعادية للكرد في العراق وتركيا خلال منتصف إلى أواخر القرن العشرين. إن الكثير من المشاعر المعادية للكرد هي نتيجة للمخاوف المحيطة بالتطلعات القومية الكردية التي تسعى لكردستان مستقلة واستجابة للأيديولوجيات القومية المتطرفة التي تروج لها الدول التي تسيطر على أراضي كردستان.
في تركيا، تم رفض الهوية الكردية رسميًا من قبل الدولة، التي سعت لتتريك الكرد على أراضيها. اللغة والهوية الكردية غير معترف بها في الدستور. العلم الكردي وتعليم اللغة الكردية غير قانونيين. لقد تم حظر الأحرف Q وW وX حتى عام 2013 لأنها موجودة في الأبجدية الكردية وليس الأبجدية التركية. قامت الحكومة التركية بإضفاء الطابع المؤسسي على العنصرية تجاه الكرد ودفعت للأكاديميين لتعليم نظريات تنكر وجود الكرد. من الأمثلة على ذلك «نظرية كورت كارت»، التي أكدت أن الكرد مجرد أتراك جاء اسمهم من الصوت «كورت كارت» الذي يصدره الناس عندما يسيرون عبر جليد جنوب شرق تركيا الجبلي. يُعَلم الدبلوماسيون الأتراك من قبل جهاز الاستخبارات الوطنية التركية أن الكرد ولا اللغة الكردية موجودة. كما أن الرئيس التركي كنعان أورن ادعى ذلك خلال تجمعاته الانتخابية. استخدمت العديد من الأحزاب والجماعات السياسية القومية التركية بنجاح المشاعر العامة المعادية للكرد لدى الشعب التركي. تستخدم الدولة التركية خطر «الإرهاب» لتبرير التوغل العسكري على المناطق الكردية.
ازدادت المشاعر المعادية للكرد في العالم العربي أثناء تشكيل الجمهورية العربية المتحدة. في ذلك الوقت، نفذ جمال عبد الناصر سياسة تعريب للجمهورية الجديدة من خلال قمع المعارضة السياسية بين الكرد في سوريا. بعد انهيار الجمهورية العربية المتحدة، أضافت سوريا كلمة العربية رسميًا على اسمها الرسمي لتصبح الجمهورية العربية السورية على أساس سياسات القومية العربية.
كانت المشاعر المعادية للكرد حاضرة أيضًا في العراق حيث يوجد عدد كبير من السكان الكرد. لقد تجلت مناهضة الكرد في شكل إبادة جماعية وحملة الأنفال أثناء حكم الرئيس العراقي صدام حسين في كردستان العراق.

## الوضع الراهن
تورط الكرد في العراق وسوريا في حرب ضد تنظيم الدولة الإسلامية. ونتيجةً للوعي المتزايد للشعب الكردي بسبب هذا الصراع، فقد ازدادت معاداة الكرد. في المملكة المتحدة، تعرض صاحب متجر كردي لهجوم من قبل أحد الكردوفوبيا الذي قال إنه يتمنى إبادة جماعية ضد جميع الكرد.
في نوفمبر 2014، تعرض لاعب كرة القدم الكردي دينيز ناكي لهجوم في تركيا. لقد تعرض ناكي، الذي لعب للنادي التركي، غنتشلربيرليغي، لهجوم من قبل الأتراك أثناء تواجده في الخارج لشراء الطعام في العاصمة أنقرة. وقع الحادث بعد وقت قصير من إعلان ناكي أنه كردي وإعرابه عن دعمه على وسائل التواصل الاجتماعي للجماعات الكردية التي تقاتل مقاتلي تتظيم الدولة الإسلامية. زُعم أن عدد من المهاجمين شتموه ووصفوه بـ«الكردي القذر» قبل أن يضربوه ويصيبوه في يده وعينه. ومنذ ذلك الحين غادر ناكي تركيا وعاد إلى أوروبا حيث ينوي مواصلة مسيرته الكروية.